# Alfred von Zietkiewicz
Alfred Vinzenz Ziętkiewicz, ab 1894 von Ziętkiewicz (* 7. November 1843 in Woroniów, Galizien, Kaisertum Österreich; † 7. Mai 1906 in Preßburg) war ein k.k. Generalmajor.

## Leben
Alfred Ziętkiewicz war der Sohn der Eheleute und Gutsbesitzer Ludwig und Albina Ziętkiewicz. 
Seine militärische Ausbildung erhielt er an der Militär-Akademie zu Wiener Neustadt und trat von dort 1863 als Unterleutnant 2. Klasse in das 2. Kürassier-Regiment Wrangel ein. Dort wurde er 1866 Unterleutnant 1. Klasse und war Adjutant von Oberst Graf Tassilo Festetics de Tolna. Mit dem Regiment nahm er im gleichen Jahr an der Schlacht bei Königgrätz teil. Im September 1867 wechselte er in das Husaren-Regiment Graf Radetzky Nr. 5 und wurde dort 1877 zum Rittmeister 1. Klasse befördert. Es folgte im August 1885 sein Wechsel als Reitlehrer an das Militär-Reitlehrer-Institut. Anfang November 1886 wurde er erst in der Position zum Major und drei Jahre später zum Oberstleutnant ernannt. Seine Enthebung von der Verwendung 1890 folgte sein Einsatz im Husaren-Regiment Nr. 11 und unter Anerkennung seiner Arbeiten als Reitlehrer die Auszeichnung mit dem Militärverdienstkreuz. 1892 wurde er als Oberstlieutenant-Oberst III. Regiments-Kommandant des Dragoner-Regiments Nr. 11. Diese Position behielt er bis 1897. Ende April 1896 hatte er den Orden der Eisernen Krone 3. Klasse verliehen bekommen. Im Oktober des gleichen Jahres war die Auszeichnung mit dem Roten Adlerorden 2. Klasse erfolgt. Es folgte seine Kommandierung als Kommandant zur 16. Cavallerie-Brigade nach Pressburg. Ende Oktober 1898 wurde er zum Generalmajor befördert. Seine Pensionierung erfolgte am 1. April 1900.
Ziętkiewicz heiratete 1872 in Prag die Tochter des Emanuel Broudré (1814–1879), Großkaufmann, Kaiserlicher Rat und Beisitzer des k. k. Handelsgerichtes in Prag, Anna Broudré (* 1852 in Prag). Aus der Ehe stammt eine Tochter, die 1873 in Wien geboren wurde. Ziętkiewicz Ehefrau Anna verstarb am Kindsbettfieber 1873 in Wien und wurde in Saaz, Böhmen, in der Familiengruft Broudré bestattet. Anna Ziętkiewicz ist die Tante des Oberst Karl Broudre von Goruszów sowie eine Cousine des JUDr. Franz Max Broudre. Ihre Schwester war Emma Stradal, Ehefrau des JUDr. und Präsident der ATE Franz Carl Stradal in Teplitz.
1906 wurde von Ziętkiewicz auf dem Andreas-Friedhof in Pressburg beigesetzt.
Alfred Zietkiewicz erhielt von Kaiser Franz Joseph I. am 23. April 1894 den österreichischen (erblichen) Adelsstand Edler von sowie ein Wappen verliehen.